# Ielizaveta Tarakhovskaïa
Pour les articles homonymes, voir Tarakhovskaïa.
Ielizaveta Iakovlevna Tarakhovskaïa (en russe : Елизаве́та Я́ковлевна Тарахо́вская, née Parnok le 15 juillet 1891 (27 juillet 1891 dans le calendrier grégorien) à Taganrog (Empire russe) et morte le 11 novembre 1968 à Moscou (Union soviétique), est une poétesse, dramaturge, traductrice et auteure de livres pour enfants russe et soviétique.

## Biographie

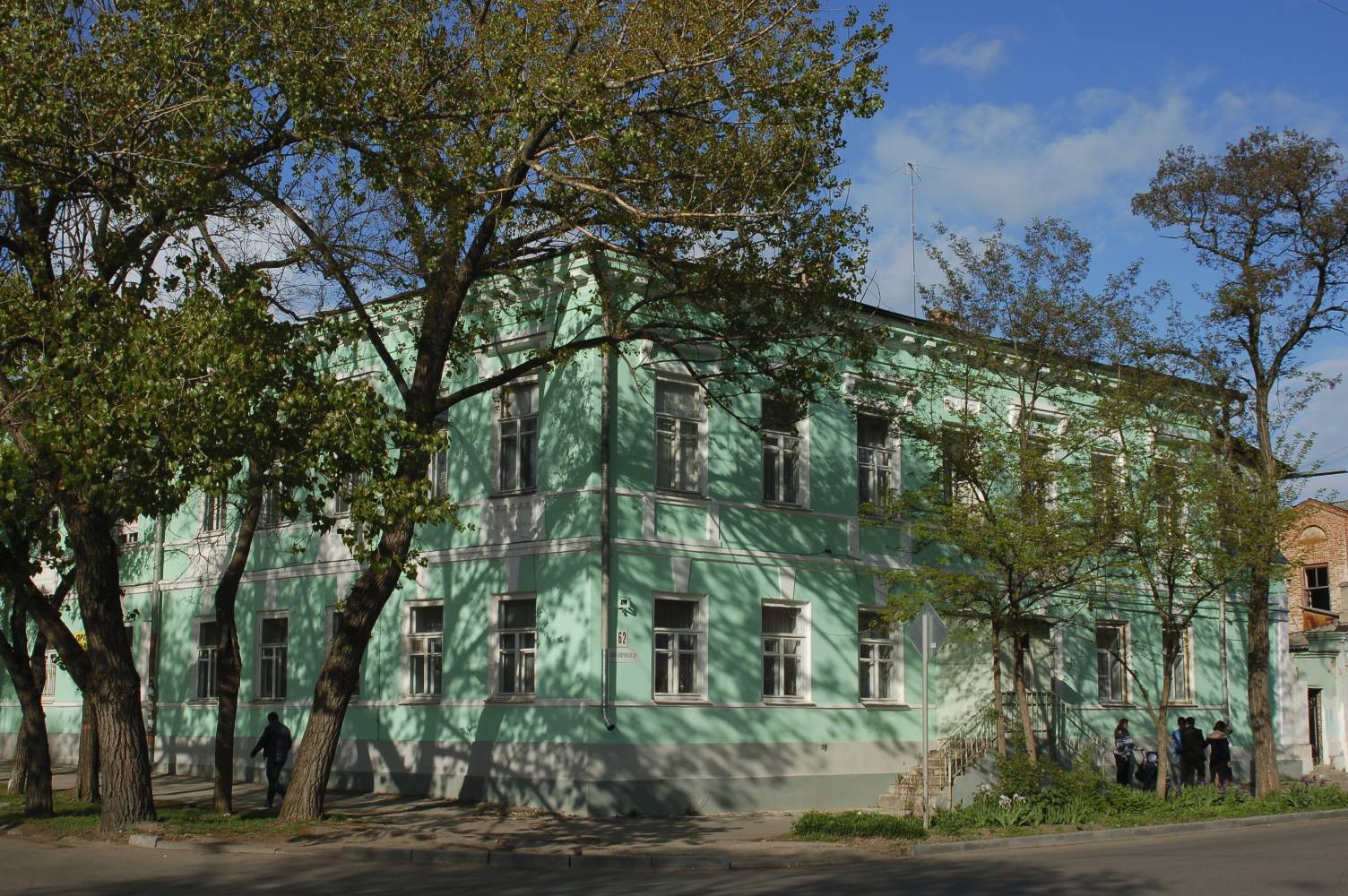
Maison natale de Tarakhovskaïa à Taganrog.

Ielizaveta Tarakhovskaïa naît dans la ville de Taganrog le 15 juillet 1891 dans une famille de pharmaciens. Elle est sœur de la poétesse Sophia Parnok et sœur jumelle du fondateur du jazz russe et soviétique Valentin Parnakh.  

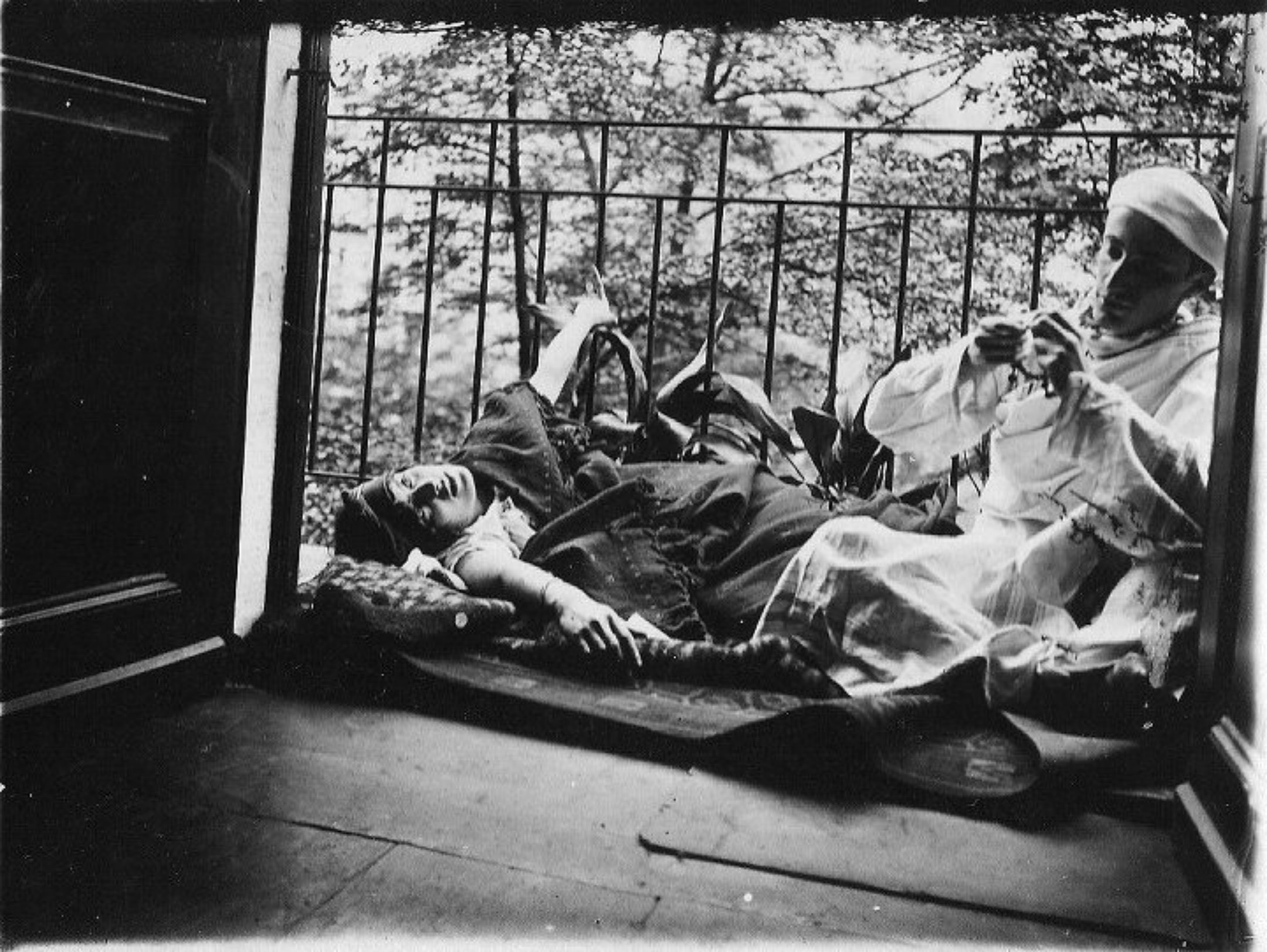
Ielizaveta Tarakhovskaïa et Valentin Parnakh et Ielizaveta Parnokh sur le balcon de la maison de leurs parents à Taganrog (1910).

Après avoir été diplômée du gymnase Mariinsky (ru) de Taganrog, elle étudie ensuite aux cours Bestoujev à Saint-Pétersbourg et commence à écrire des poèmes.
En 1925, ses premiers livres sont publiés, À propos de comment le chocolat est arrivé au MosSelProm et La Mésange volera. Elle écrit de nombreux livres pour enfants, dont Métropolitain (1932), La Lune et le Paresseux (1933), La Mouette (1965, dédié à Valentina Terechkova, cosmonaute russe soviétique, première femme à aller dans l'espace). Elle est aussi l'auteure de poèmes pour adultes, La Clé de violon (1958), L'Oiseau (1965). Les vers de Tarakhovskaïa sont lyriques, réfléchis et presque toujours pleins d'humour, la plupart d'entre eux étant une poésie des choses ordinaires et quotidiennes.
Ielizaveta Tarakhovskaïa traduit en russe des poèmes pour les enfants écrits par divers auteurs soviétiques et étrangers, notamment du poète polonais Julian Tuwim, de l'Ouzbek Kouddous Mouhammadi (Moukhammadiev), de l'Azéri Mirvarid Dilbazi, du Géorgien Mariki Baratachvili (მარიკა ბარათაშვილი), du Lituanien Eduardas Mieželaitis, ou encore du Bulgare Assen Bossev.
Tarakhovskaïa est probablement surtout connue pour sa pièce De par la volonté du brochet (Po shchuchuyemu veleniyu), mise en scène par Sergueï Obraztsov au spectacle de marionnettes académique d'État Sergueï Obraztsov de Moscou en novembre 1936 et reste au répertoire du théâtre depuis lors. La pièce De par la volonté du brochet est considérée par les experts du théâtre comme le plus grand spectacle de marionnettes du XXe siècle, faisant la quintessence des méthodes de Meyerhold. La pièce est également adaptée au cinéma dans le film De par la volonté du brochet réalisé par Alexandre Rou et sorti en 1938.
Ielizaveta Tarakhovskaïa meurt à Moscou le 11 novembre 1968 et est enterrée au cimetière de Novodevitchi près de son frère jumeau Valentin.
Une plaque commémorative dédiée à la famille Parnok est placée sur le mur de leur maison natale à Taganrog en 2012.

## Œuvres (liste alphabétique)
- 12 без пяти / М.: Гиз, 1930.

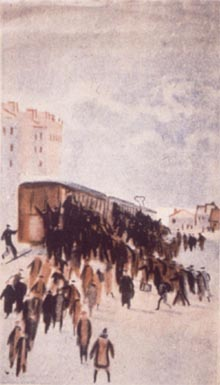
Illustration par A. Brey pour Metro, 1933.

- Бей в барабан! / М.: Мол. гвардия, 1932.
- Бей в барабан! / М.: Гиз, 1930.
- Бей в барабан! / Изд. 3-е. М.: Мол. гвардия, 1930.
- Воздушный парад / М.; Л: Детиздат, 1937.
- Где овечка без хвоста? / М.; Л: Гиз, 1930.
- Дружба / Ташкент: Госиздат Уз. ССР, 1942.
- Железная дорога / М.: Г. Ф. Мириманов, 1928.
- Калитка в сад / М.; Л: Детгиз, 1949.
- Колокол в море / М.: Гиз, 1930.
- Костя, клоп и микроскоп / Л.: Радуга, 1929.
- Метро / М.: Детгиз, 1951.
- Метро. Изд. 3-е. М.; Л: Детиздат, 1938.
- Метрополитен / М.: Детгиз, 1935.
- Метрополитен / Изд. 2-е. М.: Детиздат, 1936.
- Метрополитен / М.: Мол. гвардия, 1932.
- Новый дом / Изд. 2-е. М.; Л.: Мол. гвардия, 1931.
- Новый дом / 1928.
- Новый дом / М.; Л: Гиз, 1930.
- О том, как приехал шоколад в Моссельпром / Рязань: Изд. «Друзья детей», 1925.
- Огород / 1928.
- Радиобригада / М.: Гиз, 1930.
- Радиобригада / Изд. 2-е. М.; Л.: Мол. гвардия, 1931.
- Сказка про живую воду / М.; Л: Детгиз, 1953.
- Солнечные часы / М.; Л: Детгиз, 1947.
- Солнечные часы / Ставрополь: Ставроп. правда, 1947.
- Стальные ребята / М.: Гиз, 1929.
- Стихи / М.; Л: Детгиз, 1951.
- Стихи и сказки / М.: Детгиз, 1954.
- Тит полетит / М.: ЗИФ, 1925.
- У Черного моря / М.: Гиз, 1928.
- Универмаг / М.: Гиз, 1930.